# Owens-Illinois
Owens-Illinois Inc. (O-I) mit Sitz in Perrysburg im US-Bundesstaat Ohio ist Weltmarktführer für Glasbehälter.

## Geschichte
1903 erfand der gelernte Glasbläser Michael Joseph Owens die erste automatische Flaschenblasmaschine. Diese Erfindung führte einerseits zur Gründung der Owens Bottle Company im selben Jahr, andererseits revolutionierte sie die Glasindustrie.
1929 fusionierte Owens mit der Illinois Glass Company zur Owens-Illinois Glass Company. 1938 gründete man mit Corning das Joint Venture Owens Corning.
1965 wurde der Name in Owens-Illinois, Inc. geändert um dem Einstieg des Unternehmens in die Produktion von Plastikverpackungen gerecht zu werden. Owens-Illinois war vom 1. Juni 1959 bis 12. März 1987 ein Teil des Dow Jones Index. Die Aktie des Unternehmens erlitt herbe Rückschläge auf Grund von Klagen durch unsachgemäße Benutzung von Asbest, das von 1953 bis 1957 von Owens Corning verarbeitet und vertrieben wurde.
1959 übernahm die Owens-Illinois Glass Company mit Sitz in Toledo (Ohio) 50,1 Prozent der Aktien der Gerresheimer Glashüttenwerke die 1971 auf 75 Prozent aufgestockt wurden.

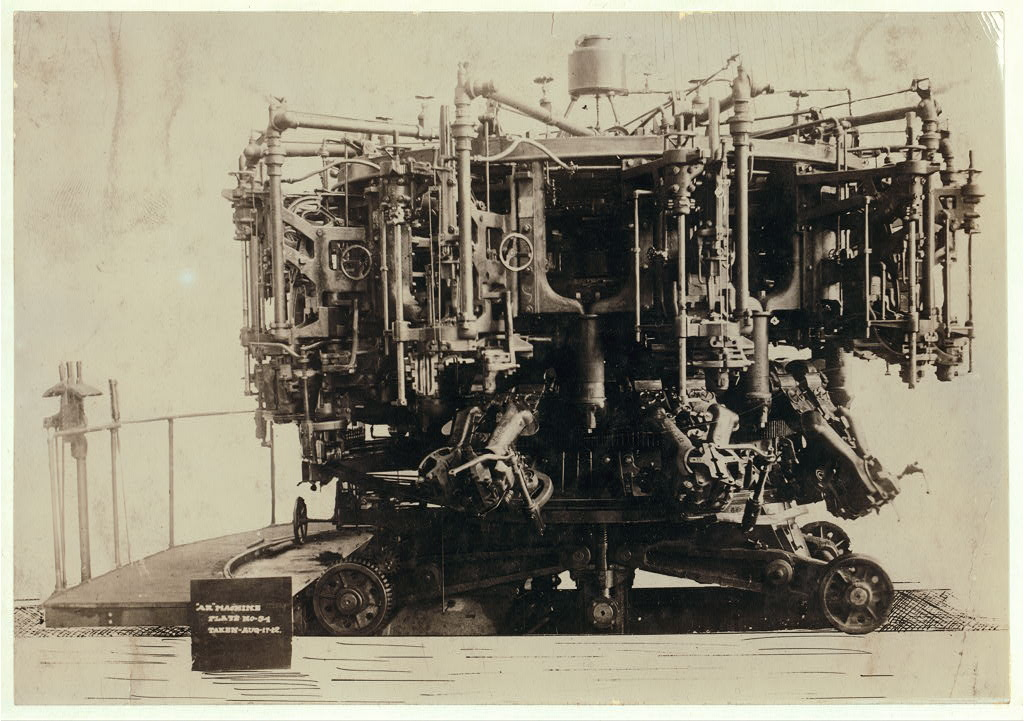
Die Owens AR Maschine von 1912 in Karussellform

Als Partner von NIG und Nippon Electric Glass produzierte Owens-Illinois von den 1970er Jahren bis 1995 Röhrenbildschirme für Fernseher in Pittston (Pennsylvania). Bis Ende Juli 2007 war das Unternehmen auch bei Plastikverpackungen weltweit mit Standorten in Nordamerika, Südamerika, Australien, Europa und Asien vertreten. Die O-I plastic Gruppe wurde an Rexam veräußert.
2004 übernahm Owens-Illinois die französische BSN Glasspack und damit auch mehrere deutsche Glashütten u. a. in Düsseldorf-Gerresheim und in Holzminden. Im August 2005 wurde der seit 1864 bestehende Glashüttenstandort Düsseldorf eingestellt.
Am 20. November 2008 gab der Konzern bekannt, die Produktion in Holzminden mit 360 Mitarbeitern wegen geringer Nachfrage um ein Drittel zu drosseln. Auch an Produktionsstandorten in Frankreich und in Spanien sollte jeweils eine Glasschmelzwanne stillgelegt werden.
Am 7. November 2012 wurde vom Konzern die Schließung des Produktionsstandorts Achern bekanntgegeben.
Im Jahr 2020 hat das Unternehmen seine Standorte in Australien und Neuseeland für 947 Mio. AUD an das Unternehmen Visy Industries verkauft.

## Heute

Glasmarke von Owens-Illinois

Owens-Illinois ist der weltweit größte Hersteller von Behälterglas. Jeder zweite Glasbehälter, der auf der Welt hergestellt wird, wird entweder direkt oder unter Lizenz von Owens-Illinois produziert. Owens-Illinois unterhält 70 Produktionsstätten in 17 Staaten. Der Maschinenbau und -entwicklungsbereich stellt eine bedeutende Sparte des Unternehmens dar. Neben dem Verkauf von IS-Maschinen und Sortiermaschinen können komplette schlüsselfertige Glashütten über Owens-Illinois bezogen werden. Owens-Illinois betreibt technische Zentren (englisch Engineering Support Centers) in Perrysburg sowie in Lurin (Peru), Brockway (USA) und Jarosław (Polen).
Ein Teil der Verwaltung befindet sich als O-I Europe Sàrl im schweizerischen Vufflens-la-Ville.

## Deutsche Standorte

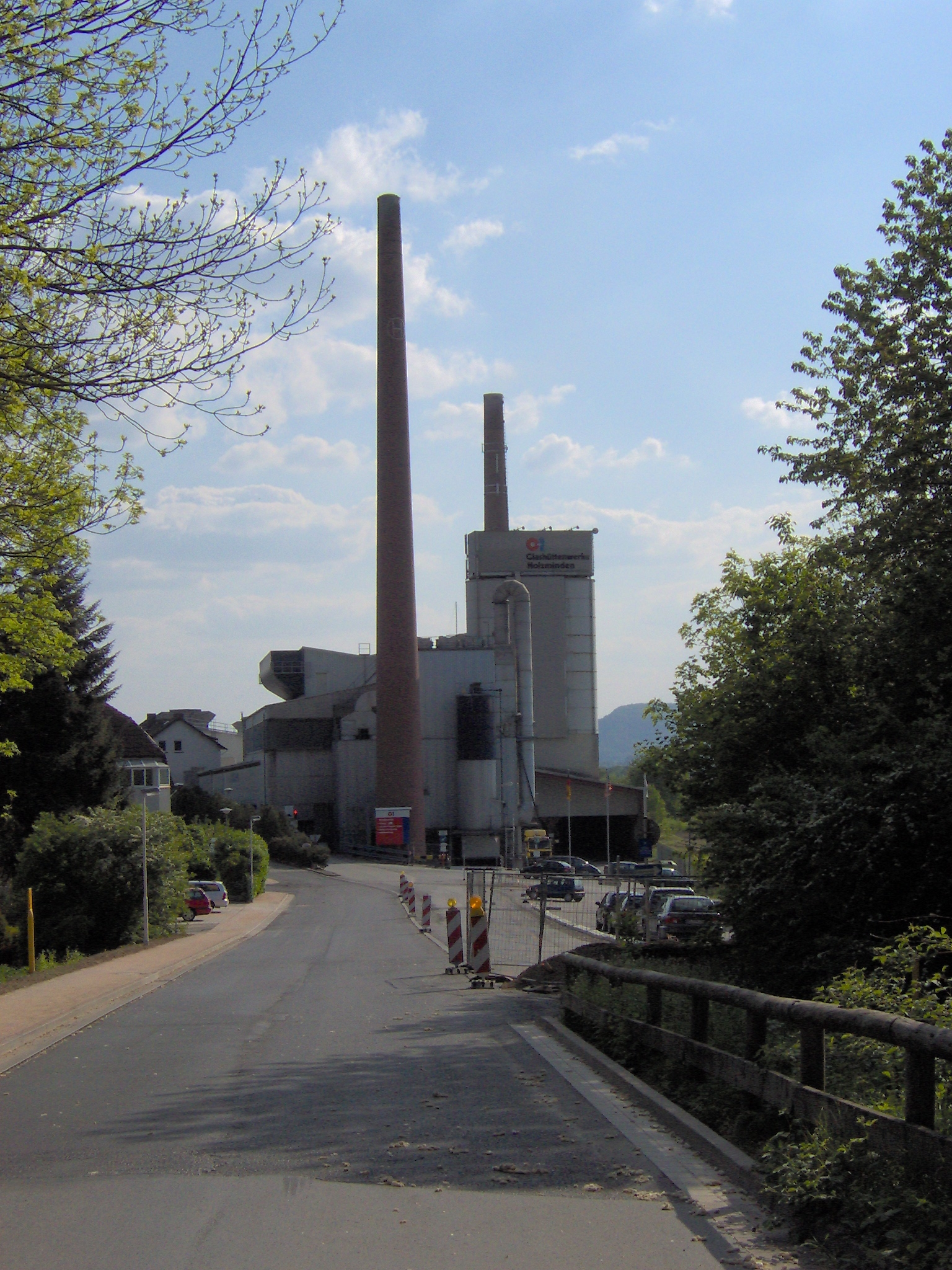
Das O-I-Glashüttenwerk im niedersächsischen Holzminden, 2007

Die deutsche Tochter von Owens-Illinois ist die O-I Germany GmbH & Co. KG mit Sitz in Düsseldorf (bis 2007: BSN GLASSPACK, 2007 bis 2019:  O-I GLASSPACK). Sie produziert in Bernsdorf, Rinteln und Holzminden.